# Partenariat mondial pour le tourisme durable

## À propos
Il s’agit d’une initiative mondiale lancée en 2010 visant à intégrer la durabilité dans tous les aspects des politiques, du développement et de l’exploitation du tourisme. Le Partenariat est créé via la conversion du Groupe de Travail International sur le Développement du Tourisme Durable (GTI-DTD) en une entité plus permanente et prendra appui sur les solides réalisations menées à bien à ce jour par ce groupe de travail. Le Secrétariat du Partenariat est accueilli par la Division Technologie, Industrie et Économie  du Programme des Nations unies pour l'environnement (PNUE-DTIE).

## Histoire
Les origines de l’initiative remontent au Sommet mondial sur le développement durable de 2002, qui a déclaré que “des changements fondamentaux dans la façon dont les sociétés produisent et consomment sont indispensables pour réaliser un développement durable à l‟échelle mondiale”, tout en reconnaissant dans son plan de mise en œuvre que le tourisme peut servir le développement durable. Cet effort mondial pour encourager la consommation et la production durables (CPD), connu sous le nom de processus de Marrakech, a fait naître des groupes de travail volontaires sur des sujets spécifiques, dont le tourisme. Le Groupe de Travail International sur le Développement du Tourisme Durable, présidé par la France, a aidé à soutenir près d‟une quarantaine de projets entre 2006 et 2009 et compte parmi ses membres 18 pays et 25 organisations. Toutefois, sa structure n’étant pas permanente, il a été préconisé la création d’une base institutionnelle et financière plus large, afin de poursuivre et développer son travail et tirer profit de l‟effet de synergie obtenu, sous la forme du nouveau partenariat.

## Membres du Partenariat
À ce jour, le Partenariat Global pour un tourisme durable est constitué de plus de 50 membres dont 18 gouvernements nationaux, 5 agences et programmes des Nations unies, l’Organisation de coopération et de développement économique (OCDE), 17 organisations internationales et organisations professionnelles et 16  organisations non gouvernementales.

## Mission
Le Partenariat mondial pour le Tourisme durable à comme mission de transformer la manière dont le tourisme est réalisé dans le monde entier. Il sera profitable aux membres autant qu’aux autres secteurs concernés par cette industrie. Il aidera à créer des synergies dans l’optique de promouvoir la viabilité économique à long terme du secteur, qui dépend d’un environnement préservé et d’un contexte social et culturel sain. En mettant en relation tous les acteurs du tourisme, le Partenariat favorisera les résultats dont l’impact est élevé, le partage des connaissances, ainsi que l’adaptation, la reproduction et le déploiement des projets réussis.

## Activités
Les quatre principales activités du Partenariat sont :
- La mise en œuvre des recommandations politiques;
- L’adaptation et la reproduction dans d’autres régions de projets réussis du groupe de travail, publications, matériaux de formation et outils;
- L’élaboration de nouveaux projets et outils qui encouragent la mise en œuvre et le suivi de pratiques de gestion et technologies novatrices; et
- La construction de réseaux et partenariats.

Le Partenariat entend atteindre ses objectifs en suivant sept lignes directrices thématiques :
1. Cadres politiques:  Promouvoir des cadres politiques adéquats pour le développement du tourisme durable;
2. Changement climatique:  Agir sur, et sensibiliser davantage aux liens existant entre tourisme et changement climatique, encourager les actions qui réduisent les émissions de gaz à effet de serre du tourisme et aider les destinations à s’adapter au changement climatique;
3. Environnement & Biodiversité:  Sensibiliser davantage aux impacts que le tourisme a sur l’environnement, l’efficacité des ressources et la biodiversité, en se concentrant sur les initiatives de prévention, notamment dans les zones protégées et écologiquement sensibles;
4. Pauvreté:  Promouvoir le tourisme durable comme outil de réduction de la pauvreté;
5. Patrimoine naturel et culturel:  Protéger et mettre en lumière le patrimoine culturel et naturel par le tourisme, tout en renforçant les cultures vivantes et en préservant la biodiversité;
6. Secteur privé:  Aider le secteur privé du tourisme et sa chaîne logistique à devenir plus durables (notamment sur les questions d’eau, d’énergie et d’empreinte sociale);
7. Finance & Investissement:  Faire de la durabilité une condition essentielle pour le financement et l’investissement dans le tourisme, et du tourisme un élément de l’économie du développement durable.